# Roodrugmuisvogel
De roodrugmuisvogel (Colius castanotus) is een vogel uit de familie Coliidae (muisvogels).

## Verspreiding en leefgebied
Deze soort is endemisch in westelijk Angola.